# Sissach-Gelterkinden-Bahn
| \| \| 0,0 \| Sissach 376 m. ü. M. \| Hauensteinlinie \| \| \| 0,4 \| Güterstation 376 m. ü. M. \| Güterstation 376 m. ü. M. \| \| \| 1,0 \| Depot \| Depot \| \| \| 1,7 \| Böckten 388 m. ü. M. \| Böckten 388 m. ü. M. \| \| \| \| \| \| \| \| \| Ergolz \| \| \| \| 3,1 \| Gelterkinden 400 m. ü. M. \| Hauensteinlinie \| |     |                           |                           |
| U-Bahn-Kopfbahnhof Streckenanfang (Strecke außer Betrieb) · Bahnhof | 0,0 | Sissach 376 m. ü. M.      | Hauensteinlinie           |
| U-Bahn-Dienststation / Betriebs- oder Güterbahnhof (Strecke außer Betrieb) | 0,4 | Güterstation 376 m. ü. M. | Güterstation 376 m. ü. M. |
| U-Bahn-Abzweig geradeaus und nach links (Strecke außer Betrieb) · U-Bahn-Betriebs-/Güterbahnhof Streckenende und quer (Strecke außer Betrieb) | 1,0 | Depot                     | Depot                     |
| U-Bahn-Bahnhof (Strecke außer Betrieb) | 1,7 | Böckten 388 m. ü. M.      | Böckten 388 m. ü. M.      |
| U-Bahn-Brücke (Strecke außer Betrieb) |     |                           |                           |
| U-Bahn-Brücke über Wasserlauf (Strecke außer Betrieb) |     | Ergolz                    | Ergolz                    |
| U-Bahn-Kopfbahnhof Streckenende (Strecke außer Betrieb) · Bahnhof | 3,1 | Gelterkinden 400 m. ü. M. | Hauensteinlinie           |

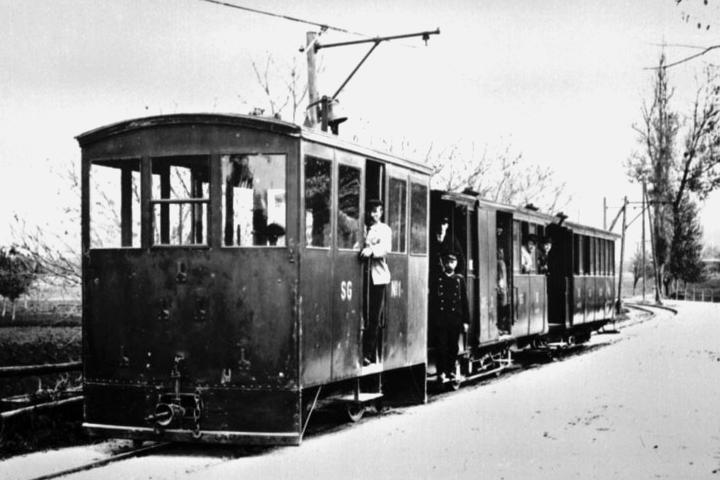
Historisches Bild eines Zuges der Sissach-Gelterkinden-Bahn (S.G.).

Die Sissach-Gelterkinden-Bahn (S.G.), im Volksmund auch Gelterkinderli genannt, war eine schmalspurige Trambahn in der Schweiz. Die Bahn verkehrte vom 16. Mai 1891 bis 7. Januar 1916 zwischen den beiden Baselbieter Gemeinden Sissach und Gelterkinden.
Bei der Planung waren die Hauensteinlinie und die Schafmattlinie die beiden Varianten der Bahnverbindung Basel-Mittelland. Der Entscheid fiel zugunsten der Hauensteinstrecke, die 1858 eröffnet wurde. Damit hatte Gelterkinden keinen direkten Anschluss an das Netz der Schweizerischen Centralbahn (SCB), von dem sich die Gemeinde des Oberbaselbietes wirtschaftlichen Aufschwung erhoffte. So bildete sich in Gelterkinden ein Komitee, dem 30 Jahre später, im Jahr 1888, die Konzession für eine eingleisige Normalspurlinie von Sissach nach Gelterkinden erteilt wurde. Mit dem Bau wurde die SCB beauftragt. Diese verweigerte aber den Auftrag, da sie den Unterhalt dieser Zweigstrecke als unrentabel einschätzte.
1890 setzte sich das Gelterkinder Komitee mit der Berner Baufirma Pümpin & Herzog, Gesellschaft für Specialbahnen in Verbindung, die eben die Bahnstrecke Basel–Flüh gebaut hatte. Geplant war die Erstellung einer schmalspurigen, elektrisch betriebenen Bahn, deren Trassee aus Kostengründen zum grossen Teil auf der Kantonsstrasse liegen sollte. Nach der Konzessionserteilung für die meterspurige Trambahnlinie konnte mit den Bauarbeiten begonnen und die Strecke am 16. Mai 1891 eröffnet werden. Die Sissach-Gelterkinden-Bahn war nach der 1888 in Vevey eröffneten Strassenbahn die zweite elektrische Bahn in der Schweiz. Die benötigte Elektrizität wurde aus einem eigens dafür gebauten Wasserkraftwerk bezogen, das neben dem Wasser der Ergolz auch dasjenige des Homburgerbaches bezog. Wegen Wassermangels im Winterhalbjahr musste im Jahr 1893 eine Dampflokomotive zugezogen werden.
Mit dem Bau der Hauenstein-Basislinie im Jahr 1912, die Gelterkinden an die Transitlinie anschloss, wurde der Betrieb des «Gelterkinderli», der ohnehin kaum Dividenden abwarf, in Frage gestellt. Ab Mai 1914 verkehrten nur noch Wagen der 3. Klasse. Im Spätsommer 1915 stellte man den elektrischen Betrieb ein und verkaufte die Kupferdrähte der elektrischen Fahrleitung, den kriegsbedingten Anstieg des Kupferpreises ausnützend. Am 7. Januar 1916 wurde der Betrieb eingestellt und die Gesellschaft liquidiert.
Der Verkehrs- und Verschönerungsverein Gelterkinden baute 2009 auf dem erhalten gebliebenen Eigentrassee ein Stück Gleis mitsamt Fahrleitung zur Erinnerung wieder auf. 2011 wurde ein Nachbau eines Güterwagens aufgegleist. Am 30. Juli 2016 folgte ein Nachbau der «SG No. 1», der elektrischen Lokomotive der einstigen Eisenbahngesellschaft Sissach-Gelterkinden. Im Beisein der «Konstrukteure» und zahlreicher Gäste und Passanten wurde diese am Freitag, 2. September 2016, eingeweiht. Der Transport und das Aufgleisen auf dem Originalstreckenabschnitt fanden schon am Samstag, 30. Juli 2016, statt. In über tausend Stunden arbeiteten Ernst Graf (Enkel des legendären Kondukteurs der SG, Gottlieb Graf), dessen Sohn Markus, die Enkel Simon und Florian, sowie Hanspeter Kottman, Fritz Schaub und Konrad Droll ein bei einem Sammler im freiburgischen Kallnach erworbenes, marodes Fahrgestell im Werkhof der Bauunternehmung Graf Söhne AG zu einem Modell der historischen SG Zugmaschine im Massstab eins zu eins um. Als Grundlage dienten alte Pläne und Fotografien der einstigen Zugmaschine.